# Adoretus ibanus
Adoretus ibanus är en skalbaggsart som beskrevs av Machatschke 1971. Adoretus ibanus ingår i släktet Adoretus och familjen Rutelidae. Inga underarter finns listade i Catalogue of Life.